# Clarksburg (Ohio)
Clarksburg és una població dels Estats Units a l'estat d'Ohio. Segons el cens del 2000 tenia 516 habitants.

## Demografia
Segons el cens del 2000, Clarksburg tenia 1.190.000 habitants, 178 habitatges, i 131 famílies. La densitat de població era de 1.048,6 habitants per km².
Dels 178 habitatges en un 37,1% hi vivien nens de menys de 18 anys, en un 53,4% hi vivien parelles casades, en un 15,7% dones solteres, i en un 26,4% no eren unitats familiars. En el 20,8% dels habitatges hi vivien persones soles el 9,6% de les quals corresponia a persones de 65 anys o més que vivien soles. El nombre mitjà de persones vivint en cada habitatge era de 2,8 i el nombre mitjà de persones que vivien en cada família era de 3,2.
Per edats la població es repartia de la següent manera: un 28,5% tenia menys de 18 anys, un 9,7% entre 18 i 24, un 28,1% entre 25 i 44, un 22,7% de 45 a 60 i un 11% 65 anys o més.
L'edat mediana era de 32 anys. Per cada 100 dones de 18 o més anys hi havia 95,2 homes.
La renda mediana per habitatge era de 32.159 $ i la renda mediana per família de 36.667 $. Els homes tenien una renda mediana de 30.781 $ mentre que les dones 17.500 $. La renda per capita de la població era de 12.064 $. Aproximadament el 14,6% de les famílies i el 18,8% de la població estaven per davall del llindar de pobresa.

## Poblacions més properes
El següent diagrama mostra les poblacions més properes.